# Adenom
Adenom er betegnelsen for en godartet (benign) svulst/tumor, der er dannet af epitelet i en kirtel. Adenomer vil ofte stadig producere hormoner hvis de er udgået fra en endokrin kirtel.
Adenomer er per definition ikke invasive – de kan ikke vokse ind i det omgivende væv – og følgelig kan de heller ikke danne metastaser. I nogle tilfælde kan et adenom dog udvikle sig til et malignt adenokarcinom (kræft).